# Deconychura
Deconychura es un género de aves paseriformes perteneciente a la familia Furnariidae, subfamilia Dendrocolaptinae. Agrupa a tres especies nativas de la América tropical (Neotrópico), cuyas áreas de distribución se encuentran desde el centro de América Central hasta el sur de la cuenca del Amazonas en América del Sur. El género era monotípico hasta la separación de Deconychura longicauda en tres especies. A sus miembros se les conoce por el nombre común de trepatroncos y también trepadores.

## Características
Las aves de este género son trepatroncos medianos, que miden entre 17 y 22 cm de longitud, las hembras de menor tamaño. De cuerpo bastante esbelto, con alas y cola comparativamente largos y un pescuezo relativamente largo; el pico es recto y esbelto. Como la mayoría de los trepatroncos, las partes superiores e inferiores son mayormente de color pardo oliváceo; presentan un estriado beige en la cabeza y pecho, y con una lista superciliar blanquecina a beige claro. Son aves discretas y poco encontradas que habitan en el interior de selvas húmedas, aunque algunas veces saben acompañar bandadas mixtas. Forrajean principalmente en troncos y en ramas gruesas horizontales, y se alimentan principalmente (si no exclusivamente) de insectos.

## Etimología
El nombre genérico femenino «Deconychura» se compone de las palabras del griego « δεκα deka que significa ‘diez’;  ονυξ onux, ονυχος onukhos» que significa ‘garra’, ‘zarpa’; y «ουρα oura» que significa ‘cola’; en referencia a las diez rectrices con hastes rígidas y curvas de la cola.

## Taxonomía
El género Deconychura fue propuesto por el ornitólogo estadounidense George Kruck Cherrie en 1891 y la especie tipo originalmente designada es Deconychura typica que fue descrita por Cherrie en la misma publicación.
Los grupos de subespecies D. longicauda typica (de Centroamérica y  norte de Colombia) y D. longicauda pallida del oeste, sur y sureste de la cuenca amazónica eran tradicionalmente tratados como subespecies de Deconychura longicauda; sin embargo las clasificaciones Aves del Mundo (HBW), Birdlife International (BLI) y del Congreso Ornitológico Internacional (IOC) las reconocen como especies separadas con base en diferencias morfológicas y significativas diferencias de vocalización. La separación fue también adoptada por Clements checklist/eBird y reconocida en la Propuesta No 997 al Comité de Clasificación de Sudamérica (SACC).
La especie Certhiasomus stictolaemus estuvo anteriormente colocada en el presente género, pero los amplios análisis filogenéticos recientes indican que  es hermana de un clado consistente del presentes género Deconychura (redefinido),  Sittasomus y Dendrocincla; con esta conclusión, se propuso un nuevo género exclusivo Certhiasomus.

## Especies
Según las clasificaciones del Congreso Ornitológico Internacional (IOC) y Clements checklist/eBird el género agrupa a las siguientes especies con el respectivo nombre popular de acuerdo con la Sociedad Española de Ornitología (SEO), u otro cuando referenciado:
| Imagen | Nombre científico      | Autor             | Nombre común                   | Estado de conservación | Distribución |
| ------ | ---------------------- | ----------------- | ------------------------------ | ---------------------- | ------------ |
|        | Deconychura typica     | Cherrie, 1891     | trepatroncos colilargo pequeño | LC                     |              |
|        | Deconychura longicauda | (Pelzeln, 1868)   | trepatroncos colilargo norteño | LC                     |              |
|        | Deconychura pallida    | J.T. Zimmer, 1929 | trepatroncos colilargo sureño  | LC                     |              |